# Svilajnac
Svilajnac (serbo: Свилајнац) è una città e municipalità del distretto di Pomoravlje al centro della Serbia centrale. È situata sulle rive del fiume Resava e il suo nome deriva dalla parola in lingua serba per indicare la seta.